# Kusumoto Ine
Kusumoto Ine (楠本 イネ?   10 de mayo de 1827 - 27 de agosto de 1903), también conocida como Oine fue la primera doctora de medicina occidental en Japón.
Era hija del médico alemán en Dejima, Philipp Franz von Siebold. Su madre Kusumoto Otaki, había sido una cortesana cuyos documentos la permitían acceder a Dejima, el enclave está prohibido a los japoneses exceptuando a las cortesanas.
Su padre fue apresado haciendo contrabando de una variedad de artículos como mapas prohibidos (podían caer en manos enemigas, como Rusia, que suponían una amenaza en la frontera norte de Japón) y fue sentenciado al destierro de Japón el 22 de octubre de 1829. Él dejó el país a finales de 1829 despidiéndose su madre y Oine -con dos años- desde un pequeño en el puerto tanto como su barco se alejaba.
Oine estuvo en contacto con su padre durante su largo exilio y fue proveída con medicinas occidentales por él. A los catorce años comenzó a estudiar medicina occidental en la escuela que había dejado en Uwa (Dejima) y sus estudiantes japoneses. Con el tiempo, se convirtió Ine en la primera mujer médico en Japón y abrió una clínica ginecológica en Nagasaki. Después de haber trabajado con éxito durante varios años, finalmente fue llamada a desempeñar el papel del médico personal de la emperatriz.
El 26 de febrero de 1852 nació su hija Takako (高 子, murió el 18 de julio de 1938). Su padre era un médico Ishii Soken (石井 宗 谦; 1796-1861), quien sospechaba que había violado a Ine.
Su padre regresó a Japón el 4 de agosto de 1859, después de treinta años de ausencia. Ine lo vería por última vez en abril de 1862, cuando se vio obligado una vez más para regresar a Europa, y nunca más regresar a Japón.

### Obra citada
- Ehime Shimbun staff (18 de marzo de 2013). «O-Ine heimaku manjō hakushu "Bakumatsu Gāru" 8-man 3000-nin raijō Tōon. ; ja:おイネ閉幕 満場拍手　「幕末ガール」 ８万３０００人来場　東温» [O-Ine: Unanimous ovation for final performance of "Bakumatsu Girl", 83,000 in attendance in Tōon]. Ehime Shimbun; ja 愛媛新聞. Archivado desde el original el 1 de noviembre de 2015. Consultado el 1 de noviembre de 2015.
- Hamilton, Walter (2012). Children of the Occupation: Japan's Untold Story. NewSouth Publishing. ISBN 978-1-74224-140-1.
- Lambourne, Lionel (2005). Japonisme: Cultural Crossings between Japan and the West. Phaidon. ISBN 978-0-7148-4105-2.
- Lenz, Ilse; Mae, Michiko (2013). Getrennte Welten, gemeinsame Moderne?: Geschlechterverhältnisse in Japan (en alemán). Springer-Verlag. ISBN 978-3-322-91404-0.
- Leupp, Gary P. (2003). Interracial Intimacy in Japan: Western Men and Japanese Women, 1543–1900. A&C Black. ISBN 978-0-8264-6074-5.
- Matsuda, Makoto (2007). «Katsute Kanehiro ni zaigaku shita kyōmi aru jinbutsu sono hitotsu: Siebold no sōzon Kusumoto Shūzō; ja:かつて慈恵に在学した興味ある人物　その一　シーボルトの曾孫・楠本周三» (PDF). Takaki Kanehiro no Shōgai [The Life of Takagi Kanehiro; ja:高木兼寛の生涯] (en japonés). Jikei University School of Medicine. pp. 561-576.
- Nihon Kyakuhon Archives Suishin Consortium. «Oine: Chichi no na wa Siebolt; ja:おいね 父の名はシーボルト». Nihon Kyakuhon Archives Suishin Consortium; ja: 日本脚本アーカイブズ推進コンソーシアム. Archivado desde el original el 24 de marzo de 2016. Consultado el 24 de marzo de 2016.
- Nakamura, Ellen (2008). «Working the Siebold Network: Kusumoto Ine and Western Learning in Nineteenth-Century Japan» (PDF). Japanese Studies 28 (2): 197-211. ISSN 1469-9338. doi:10.1080/10371390802249172.
- Rosenbaum, Roman (2013). Manga and the Representation of Japanese History. Routledge. ISBN 978-0-415-69423-0.
- Tsubota, Itsuo, ed. (1982). Bakumatsu ishin no josei; ja:幕末維新の女性 [Women of the late-Edo and Meiji Restoration periods]. Nihon hakken jinbutsu shirīzu 6. Akatsuki Kyōiku Tosho. OCLC 25252060.
- Urabe, Mamoru (1 de julio de 2015). «Kindai igaku wa sanfujinka kara hajimatta; ja:近代医学は産婦人科から始まった» (PDF). Kinmui News (en japonés) (Japan Association of Obstetricians and Gynecologists) (69): 1-4. Archivado desde el original el 2 de noviembre de 2015. Consultado el 2 de noviembre de 2015.